# Duché de Saxe-Marksuhl

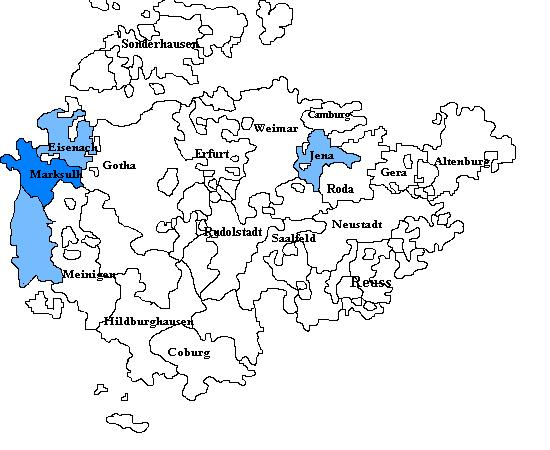
Saxe-Marksuhl

Le duché de Saxe-Marksuhl était un territoire du Saint-Empire romain germanique qui se trouvait dans l'actuel Land de Thuringe. Son centre était le Château de Wilhelmsthal situé à Marksuhl.  

## Liste des ducs de Saxe-Marksuhl
Le duché de Saxe-Marksuhl est un petit état créé  en 1662, lorsque les fils de Guillaume Ier de Saxe-Weimar se partagent ses domaines. Il échoit  à  Jean-Georges Ier qui reçoit également Eisenach en 1671 à la mort de prématurée de son neveu
Guillaume-Auguste de Saxe-Eisenach, fils posthume de son frère Adolphe-Guillaume de Saxe-Eisenach († 1668) et Iéna en 1690 après la disparition de son autre neveu Jean-Guillaume de Saxe-Iéna, fils de Bernard de Saxe-Iéna († 1678). La lignée se confond ensuite avec celle des duc de Saxe-Eisenach.  
- 1662-1686 : Jean-Georges Ier
- 1686-1698 : Jean-Georges II
- 1698-1729 : Jean-Guillaume
- 1729-1741 : Guillaume-Henri

Guillaume-Henri meurt sans laisser d'héritier, et le duché passe à son cousin Ernest-Auguste de Saxe-Weimar qui reçoit alors Eisenach, Marksuhl et Iéna en 1741.